# Les Adrets
Les Adrets és un municipi francès situat al departament de la Isèra i a la regió d'Alvèrnia-Roine-Alps. L'any 2007 tenia 743 habitants.

## Demografia

### Població
El 2007 la població de fet de Les Adrets era de 743 persones. Hi havia 304 famílies de les quals 84 eren unipersonals (32 homes vivint sols i 52 dones vivint soles), 88 parelles sense fills, 104 parelles amb fills i 28 famílies monoparentals amb fills.
La població ha evolucionat segons el següent gràfic:
Habitants censats

### Habitatges
El 2007 hi havia 1.726 habitatges, 305 eren l'habitatge principal de la família, 1.395 eren segones residències i 25 estaven desocupats. 314 eren cases i 1.406 eren apartaments. Dels 305 habitatges principals, 200 estaven ocupats pels seus propietaris, 86 estaven llogats i ocupats pels llogaters i 20 estaven cedits a títol gratuït; 13 tenien una cambra, 36 en tenien dues, 45 en tenien tres, 70 en tenien quatre i 142 en tenien cinc o més. 232 habitatges disposaven pel capbaix d'una plaça de pàrquing. A 122 habitatges hi havia un automòbil i a 167 n'hi havia dos o més.

### Piràmide de població
La piràmide de població per edats i sexe el 2009 era:
| Homes | Edats   | Dones |
| ----- | ------- | ----- |
| 0     | 95 o +  | 0     |
| 4     | 90 a 94 | 0     |
| 0     | 85 a 89 | 4     |
| 12    | 80 a 84 | 8     |
| 12    | 75 a 79 | 8     |
| 8     | 70 a 74 | 16    |
| 12    | 65 a 69 | 12    |
| 12    | 60 a 64 | 8     |
| 8     | 55 a 59 | 4     |
| 20    | 50 a 54 | 24    |
| 44    | 45 a 49 | 36    |
| 24    | 40 a 44 | 24    |
| 24    | 35 a 39 | 24    |
| 44    | 30 a 34 | 36    |
| 20    | 25 a 29 | 28    |
| 12    | 20 a 24 | 12    |
| 12    | 15 a 19 | 24    |
| 12    | 10 a 14 | 12    |
| 20    | 5 a 9   | 16    |
| 24    | 0 a 4   | 20    |

## Economia
El 2007 la població en edat de treballar era de 497 persones, 417 eren actives i 80 eren inactives. De les 417 persones actives 386 estaven ocupades (205 homes i 181 dones) i 31 estaven aturades (14 homes i 17 dones). De les 80 persones inactives 19 estaven jubilades, 33 estaven estudiant i 28 estaven classificades com a «altres inactius».

### Ingressos
El 2009 a Les Adrets hi havia 351 unitats fiscals que integraven 869 persones, la mediana anual d'ingressos fiscals per persona era de 22.322 €.

### Activitats econòmiques
Dels 157 establiments que hi havia el 2007, 4 eren d'empreses extractives, 1 d'una empresa alimentària, 13 d'empreses de construcció, 15 d'empreses de comerç i reparació d'automòbils, 2 d'empreses de transport, 23 d'empreses d'hostatgeria i restauració, 1 d'una empresa financera, 8 d'empreses immobiliàries, 13 d'empreses de serveis, 69 d'entitats de l'administració pública i 8 d'empreses classificades com a «altres activitats de serveis».
Dels 31 establiments de servei als particulars que hi havia el 2009, 1 era un guixaire pintor, 4 fusteries, 2 lampisteries, 2 electricistes, 15 restaurants, 6 agències immobiliàries i 1 tintoreria.
Dels 11 establiments comercials que hi havia el 2009, 1 era una botiga de més de 120 m², 2 fleques, 1 una llibreria, 1 una botiga de roba i 6 botigues de material esportiu.
L'any 2000 a Les Adrets hi havia 21 explotacions agrícoles que ocupaven un total de 553 hectàrees.

## Equipaments sanitaris i escolars
L'únic equipament sanitari que hi havia el 2009 era una farmàcia.
El 2009 hi havia una escola elemental.

## Poblacions més properes
El següent diagrama mostra les poblacions més properes.